# Чогошвили, Георгий Северианович
Георгий Северианович Чогошвили (груз. გიორგი ჭოღოშვილი; 21 декабря 1914, Чиатура, Имеретия — 1998, Тбилиси) — советский математик, академик АН Грузинской ССР, заслуженный деятель науки Грузинской ССР.

## Биография
Родился в 1914 году в Сачхере в семье врача. Вступил в КПСС. С 1936 года занимался одновременно научной, общественной и политической работами. В 1936—1998 годах работал аспирантом механико-математического факультета Московского университета. Позже стал научным сотрудником, заведующим отделом алгебры и геометрии в Институте математики имени А. М. Размадзе АН Грузинской ССР и параллельно заведующим кафедрой алгебры и геометрии Тбилисского университета.
Умер в Тбилиси в 1998 году. 

## Научная деятельность
Георгий Северианович Чогошвили разрабатывал теорию гомотопий по Ф. Бауэру.
Написал кандидатскую диссертацию на тему «Изменение области меньших значений и поверхности уровня функции, заданной на ограниченном многообразии» в 1939 году. 
В 1941 году он написал работу по описанию пространств сходимости, расширяя аксиоматику Г. Биркгофа над Т1-пространством.
Докторскую диссертацию под названием «О соотношениях двойственности в топологических пространствах» защитил в 1946 году.